# Staleochlora humilis
Staleochlora humilis är en insektsart som först beskrevs av Rehn, J.A.G. 1909.  Staleochlora humilis ingår i släktet Staleochlora och familjen Romaleidae. Inga underarter finns listade i Catalogue of Life.